# 한스 폰 뷜로 남작

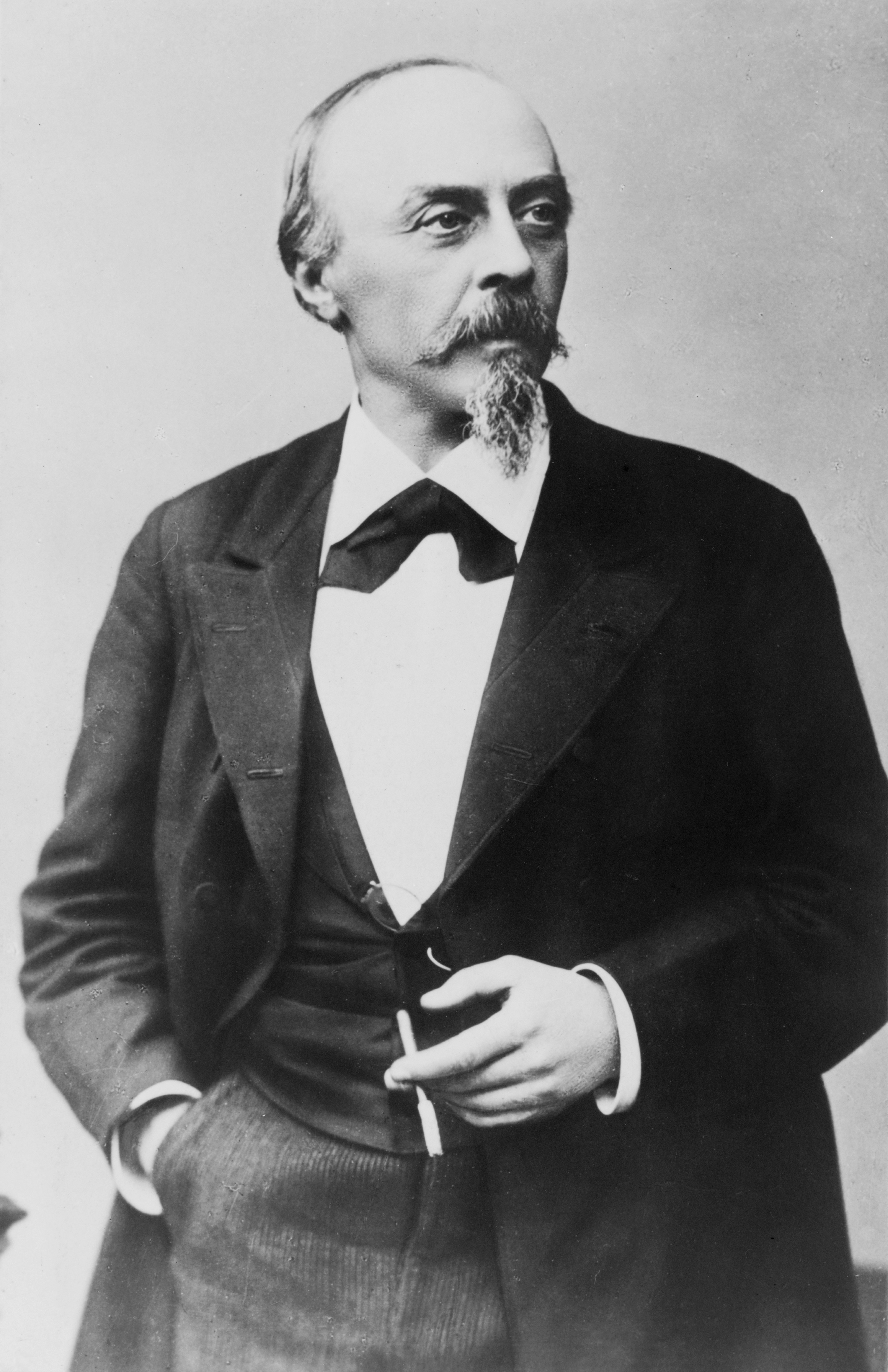
한스 폰 뷜로

한스 기도 폰 뷜로 남작(독일어: Hans Guido Freiherr von Bülow, 1830년 1월 8일 ~ 1894년 2월 12일)는 독일 낭만주의 시대의 지휘자, 피아니스트, 작곡가이다. 가장 유명한 19세기 지휘자 중 한명이며, 그의 활동이 리하르트 바그너 등 당시의 주요 작곡가가 성공하는데 큰 몫을 했다.
클라라 슈만의 아버지 프리드리히 비크에게 피아노를 사사했으나 양친의 희망으로 라이프치히 대학에서 법률을 공부했다. 1857년 프란츠 리스트의 딸 코지마와 결혼했지만 1869년에 이혼했고 코지마는 리하르트 바그너의 후처가 됐다.

## 주요 초연 지휘
- 바그너 - 트리스탄과 이졸데 - 뮌헨, 1865년 6월 10일
- 바그너 - 뉘른베르크의 명가수 - 뮌헨, 1868년 6월 21일

## 작품
- Arabesques on Themes of Verdi's Rigoletto, Op. 2
- 5 Lieder, Op. 5
- Reverie Fantastique, Op. 7
- Ballade, Op. 11
- Mazurka-Fantaisie, Op. 13